# کشاورزی سنتی (معیشتی)
کشاورزی سنتی (کشاورزی معیشتی) کشاورزی سنتی
فعالیت کشاورزی را می‌توان به چند گروه و طبقه تقسیم‌بندی نمود.
1. کشاورزی صنعتی
2. کشاورزی نیمه صنعتی
3. کشاورزی سنتی (معیشتی)

## کشاورزی سنتی (معیشتی)
در کشاورزی سنتی، فعالیت کشاورزی از قبیل زراعت، باغداری و دام پروی یا پروش ماهی و … برای دهقان کار او و نوع زندگی او محسوب می‌شود و این مهمترین ویژگی این گروه و متامیز کننده از سایر افرادی که کشاورزی فقط شغل آنها و محل کسب درآمد آنها می‌باشد در صورتی که زندگی آنها می‌تواند در شهر یا در روستا باشد.
در کشاورزی سنتی نیروی کار مهمترین عامل در افزایش تولید می‌باشد و این یکی از دلایل وجود خانوارهای پر جمعیت در مناطق کشاورزی بوده است.

## نقاط ضعف

### کم بودن بهره‌وری
بهره‌وری نهاده‌ها در کشاورزی  سنتی به نسبت کشاورزی صنعتی پایین می‌باشد.

## نقاط قوت
یکی از محاسن کشاورزی سنتی نسبت به کشاورزی صنعتی این است که به عقیده محققین در این نوع از کشاورزی آسیب کمتری به محیط زیست و منابع طبیعی وارد می‌شود. علاوه بر این که در کشوری مانند ایران این گروه یک طبقه اجتماعی با آداب و سنن خاص خود را تشکیل می‌دهند که جامعه‌شناسی روستایی خود مصداقی در این بار می‌باشد.

## کشاورزی سنتی در ایران
در ایران حدود ۲۵ تا ۳۰ در صد از مردم ایران دارای کشاورزی سنتی می‌باشند.http://www.aeea.ir/persian/pics/association-5B5F2.pdf
.